# 安森縣 (北卡羅萊納州)
安森县（英語：Anson County）是美國北卡羅萊納州南部的一個縣，南鄰南卡羅萊納州。面積1,391平方公里。根据美國2000年人口普查，共有人口25,275人。縣治韋茲伯勒（Wadesboro）。
成立於1749年3月17日。縣名紀念英國第一海軍大臣喬治·安森，第一代安森男爵 （George Anson, 1st Baron Anson）。